# Hipparchia selene
Hipparchia selene är en fjärilsart som beskrevs av Fourcroix 1910. Hipparchia selene ingår i släktet Hipparchia och familjen praktfjärilar. Inga underarter finns listade i Catalogue of Life.